# Op Hoop Van Beter
Op Hoop Van Beter is een stellingmolen voor het malen van graan en staat aan het Kerkpad 7 te Ingen in de Nederlandse provincie Gelderland. De tegenwoordige molen werd in 1893 gebouwd door dorpsmolenaar H. van de Weerdt en verving een grondkorenmolen die door zijn hoogte niet voldoende windvang had. Vandaar dat men besloot een hoge stellingmolen te bouwen. In 1921 werd de molen verkocht en de nieuwe eigenaar verwijderde de wieken, de stelling en de kap. Daardoor kwam in 1922 een einde aan de malingen met windkracht en werd een dieselmotor in bedrijf genomen. In 1963 werd het maalbedrijf gestaakt en in 1971 werd de molen verkocht aan de toenmalige gemeente Lienden. Na bemoeienissen van de plaatselijke bevolking werd de Stichting Vrienden van de Ingense Molen opgericht, die de molen in zijn oorspronkelijke staat herstelde en in 1986 opnieuw in gebruik nam. Hierbij zijn het binnenwerk, het gevlucht, de kap en de stelling volledig nieuw aangebracht.
De met dakleer beklede, houten kap wordt gekruid met behulp van een Engels kruiwerk.
Het wiekenkruis is oudhollands. De molen heeft ook een nieuwe uit 1983 stammende, gietijzeren bovenas met als nummer 4 van de Nijmeegsche IJzergieterij.
De molen wordt gevangen (geremd) met een Vlaamse vang met wipstok. Om het bovenwiel zit een houten hoep waar de vangstukken op remmen.
Het graan wordt gemalen met één koppel maalstenen, die van kunststeen zijn gemaakt. Er is een buil voor het builen (zeven) van het meel en een pletterij voor het pletten van het graan alvorens het gemalen wordt op de maalstenen. De zakken graan worden opgeluid (opgehesen) met een sleepluiwerk.

## Overbrengingen
- De overbrengingsverhouding is 1 : 5,86.
- Het bovenwiel heeft 65 kammen en het bovenrondsel heeft 32 staven. De koningsspil draait hierdoor 2,03 keer zo snel als de bovenas.
- Het spoorwiel heeft 75 kammen en het steenrondsel 26 staven. De steen draait hierdoor hierdoor 2,88 keer zo snel als de koningsspil en 5,86 keer zo snel als  de bovenas.

## Eigenaren
- Huidige: Stichting Vrienden van de Ingense Molen

## Fotogalerij

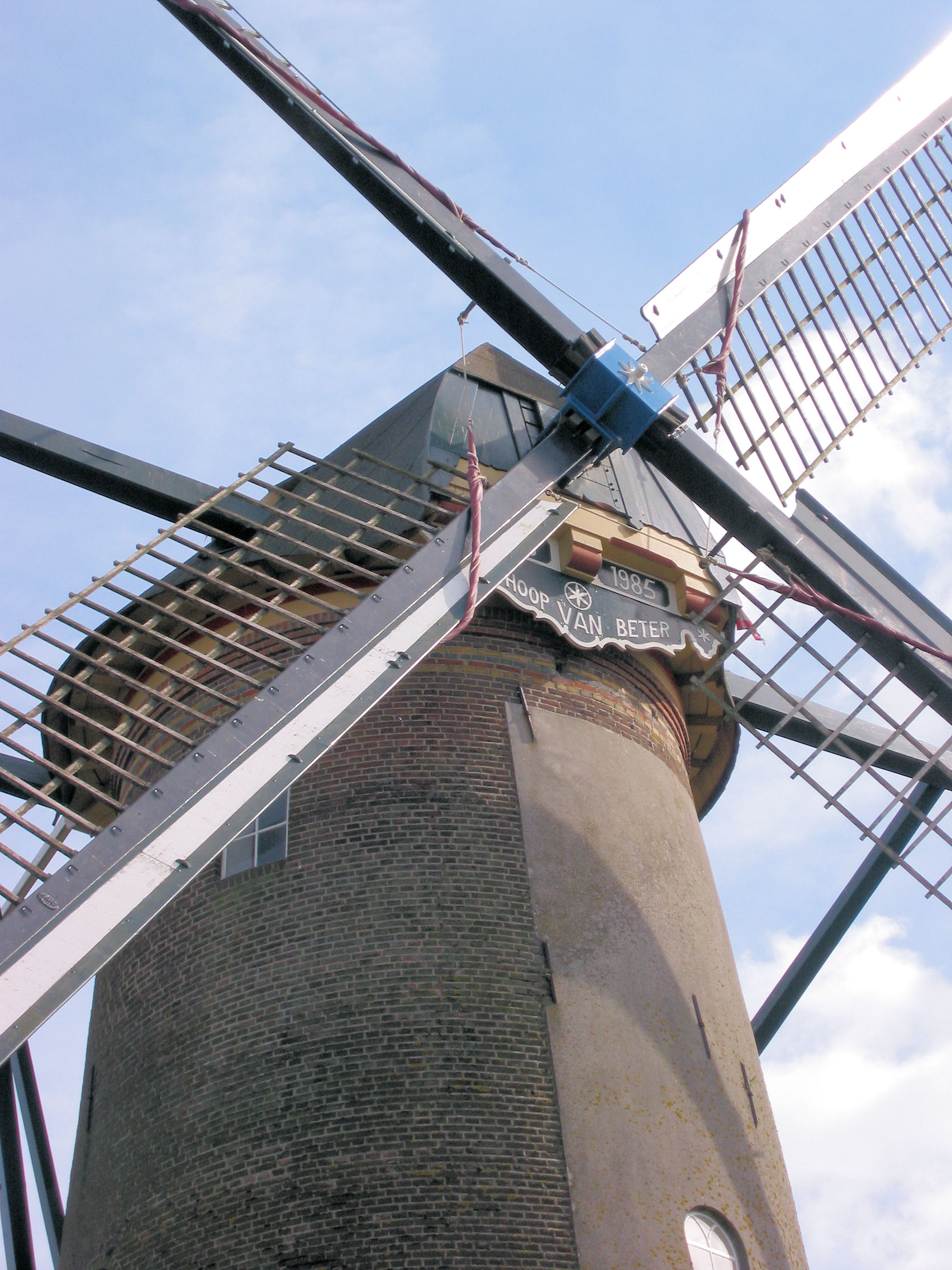
Kap en baard
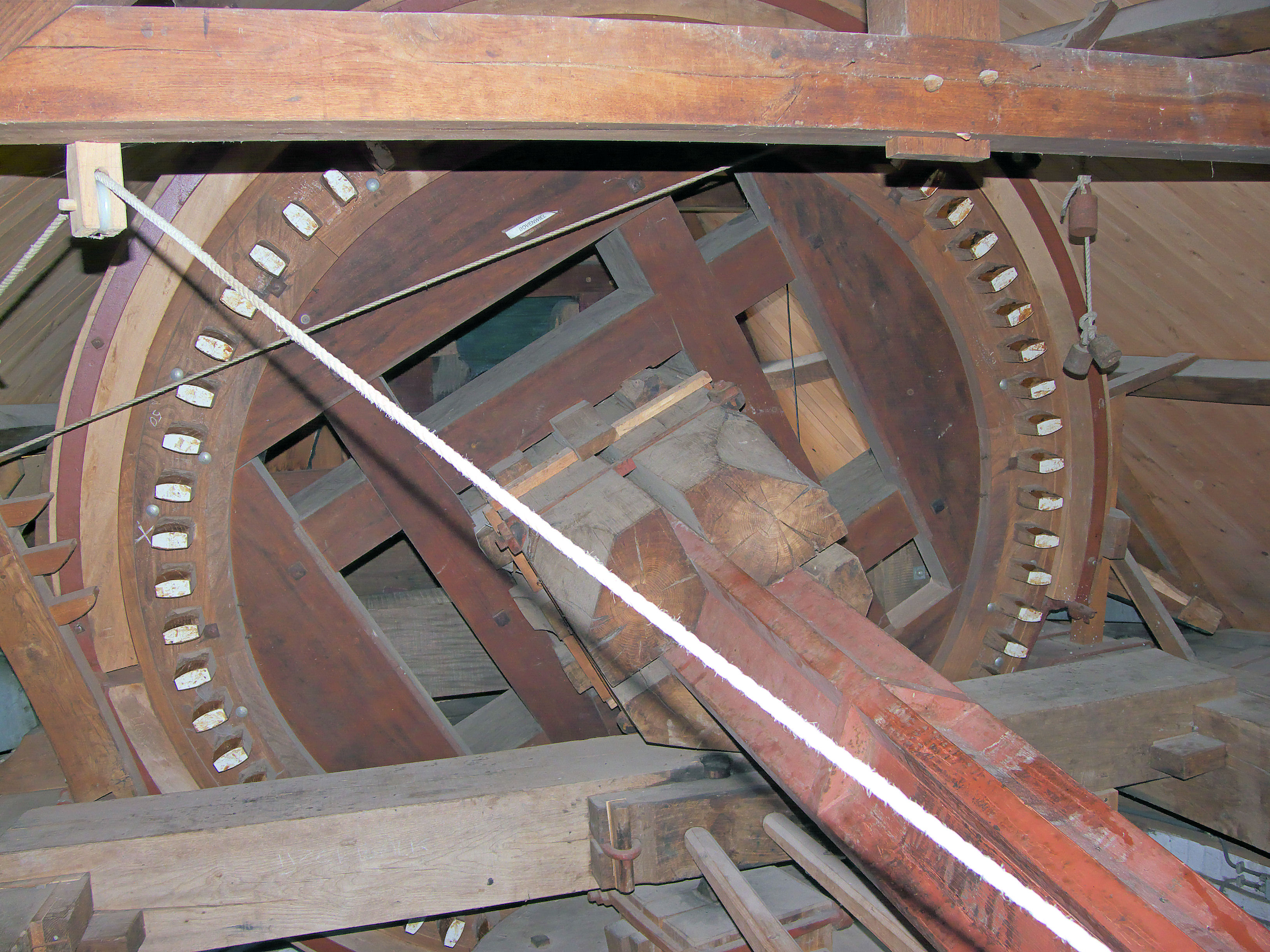
Bovenwiel
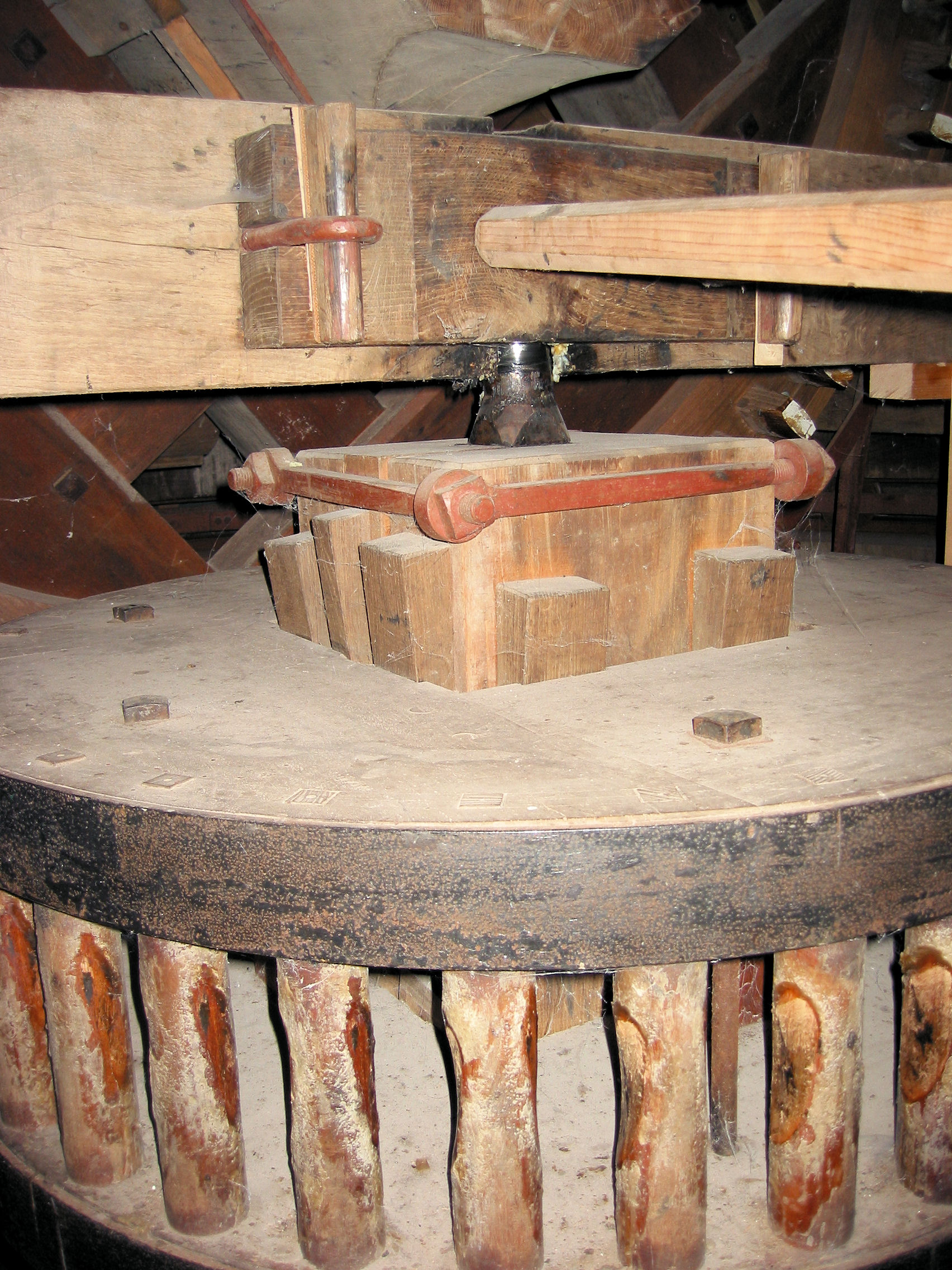
Bovenrondsel
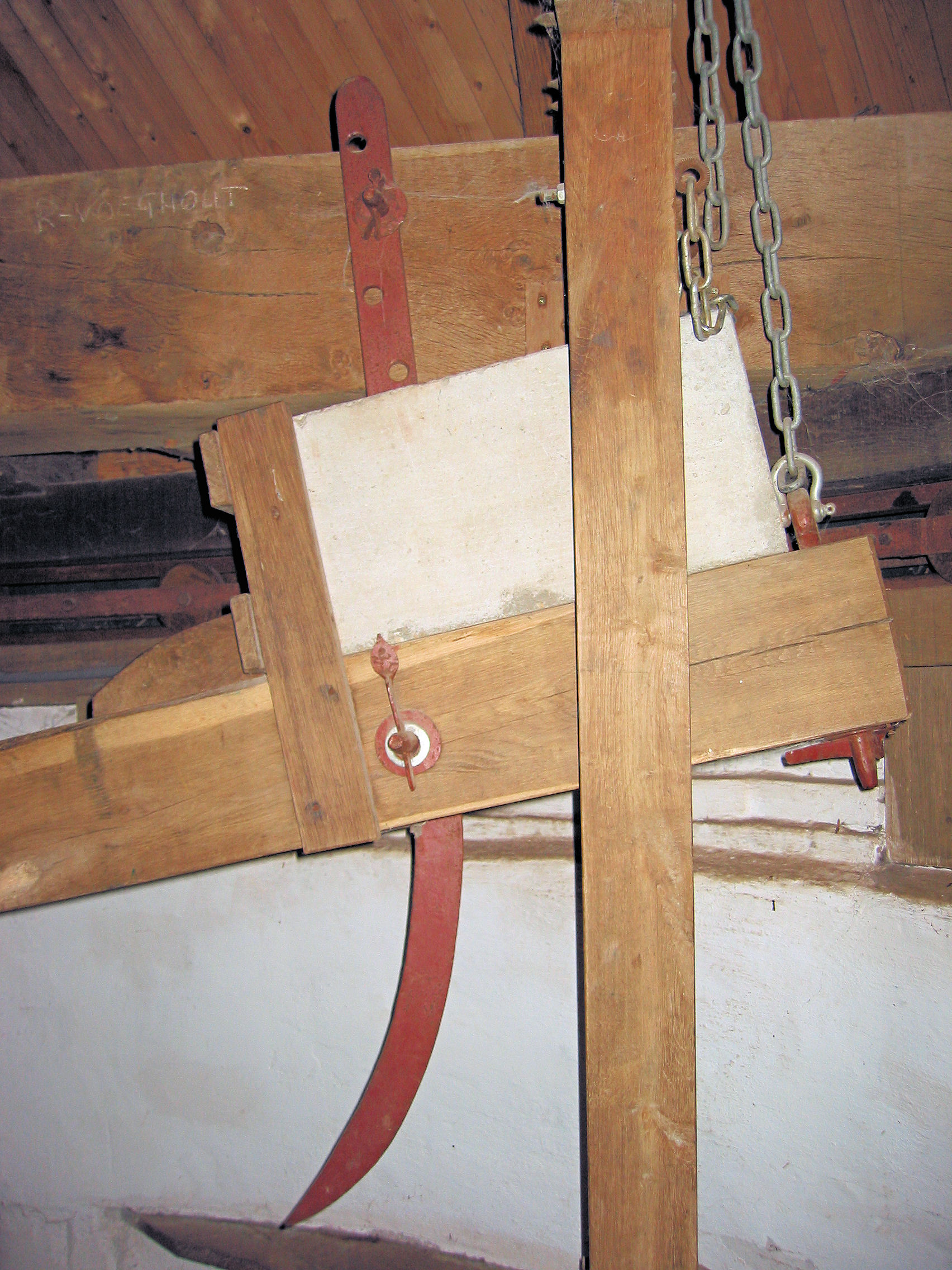
Verzwaarde vangbalk met haak
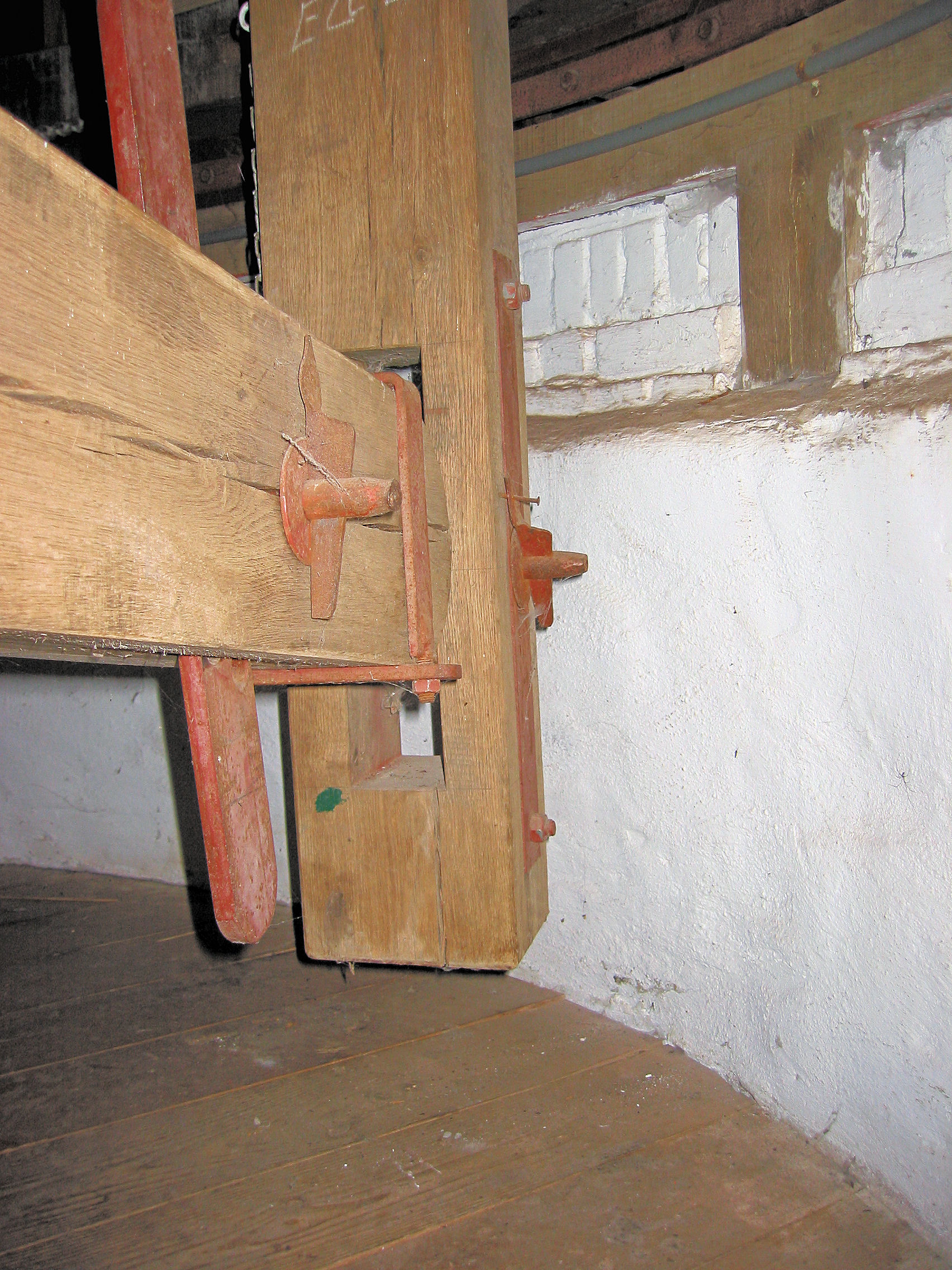
Vangbalk met sabelijzer en ezel
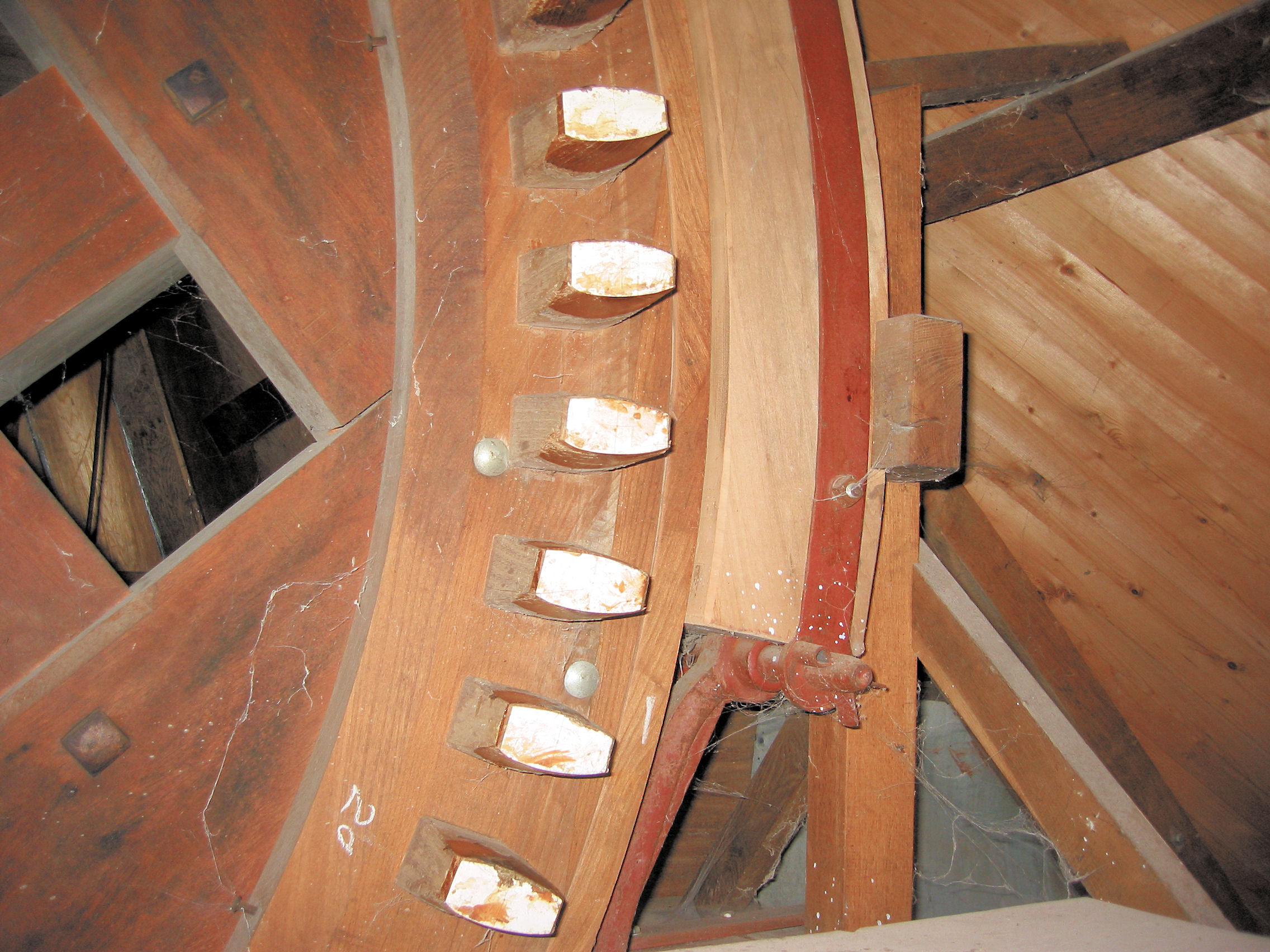
Lendestut
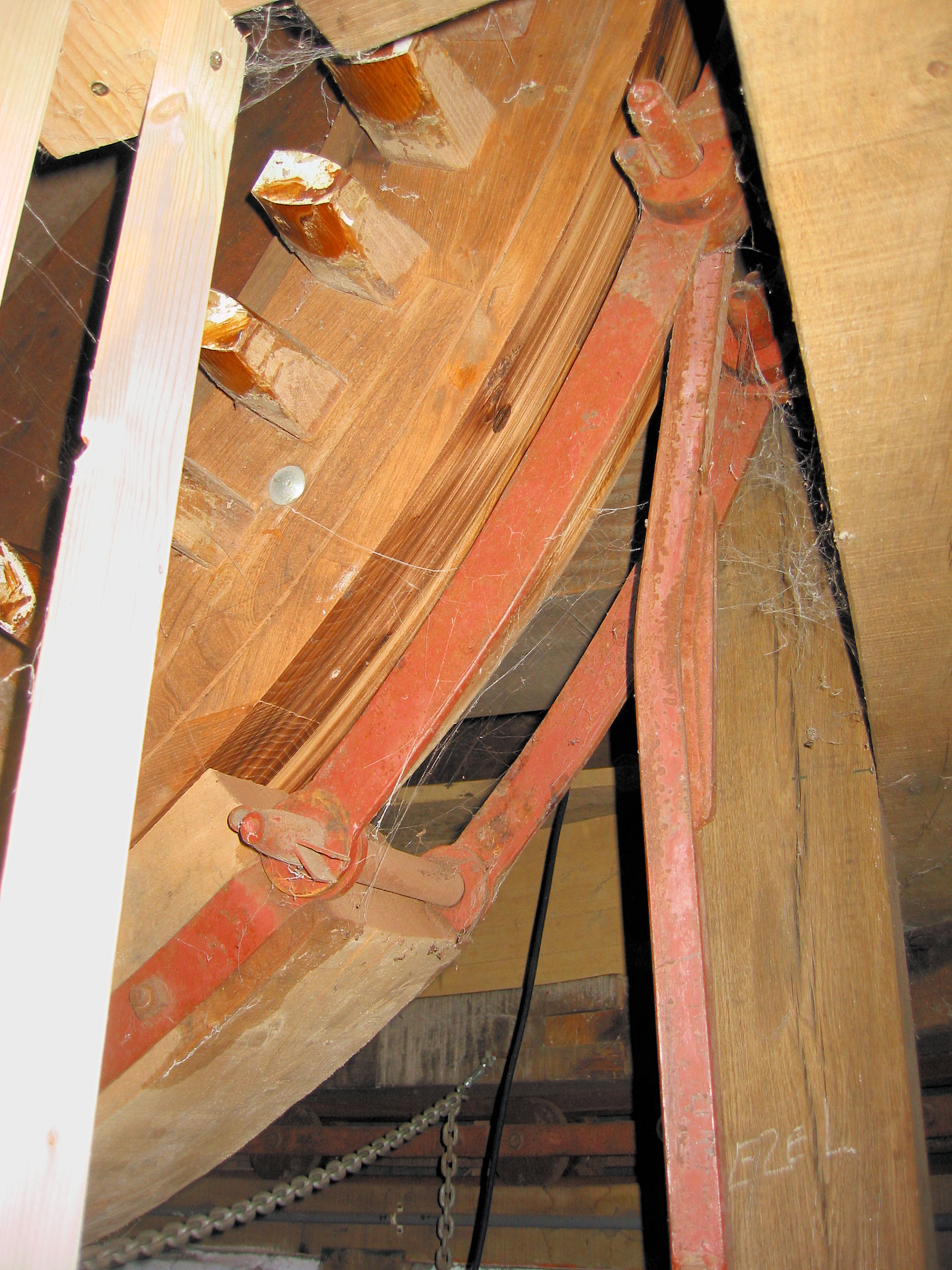
Vanganker
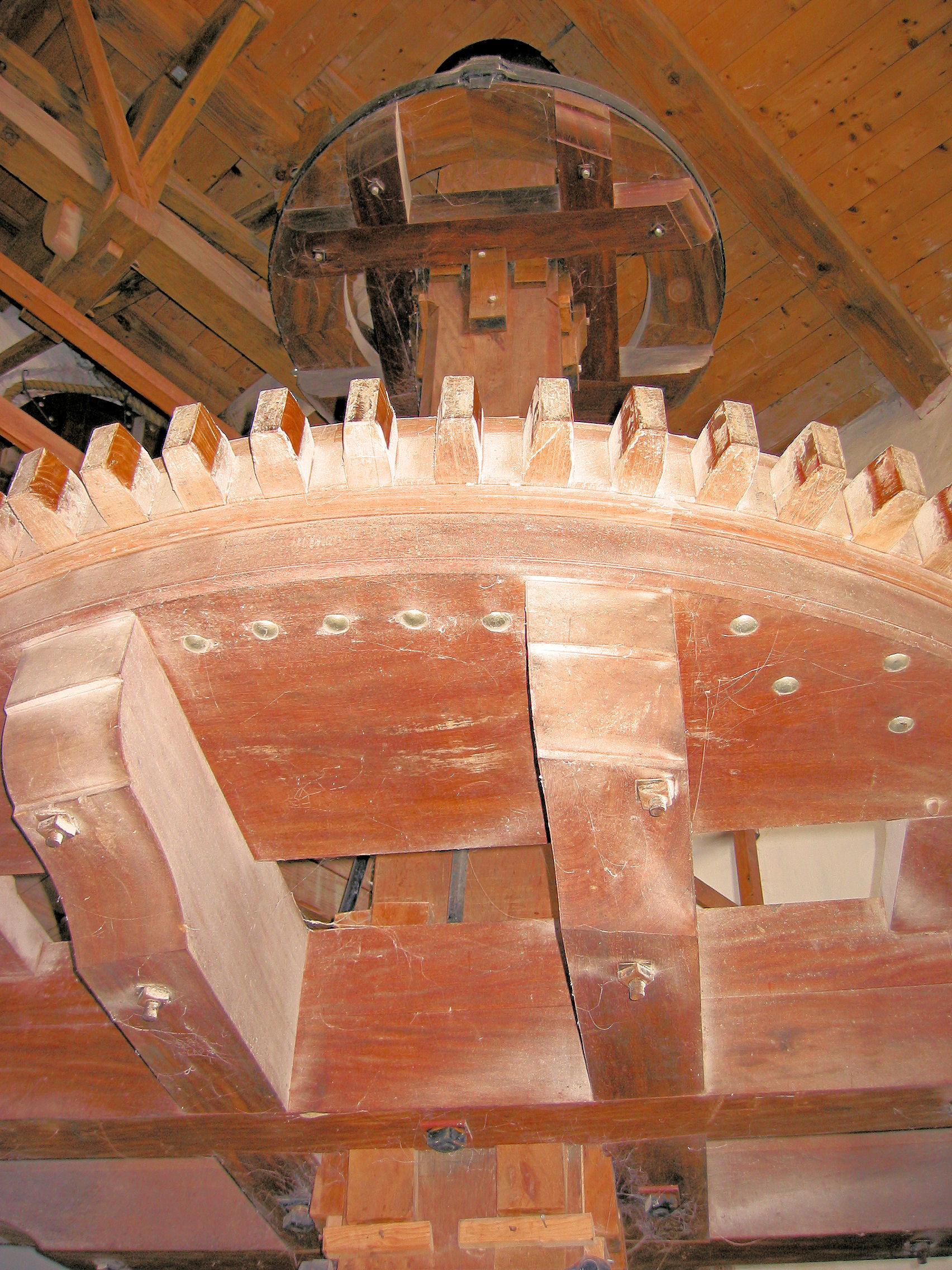
Spoorwiel met daarboven de luitafel
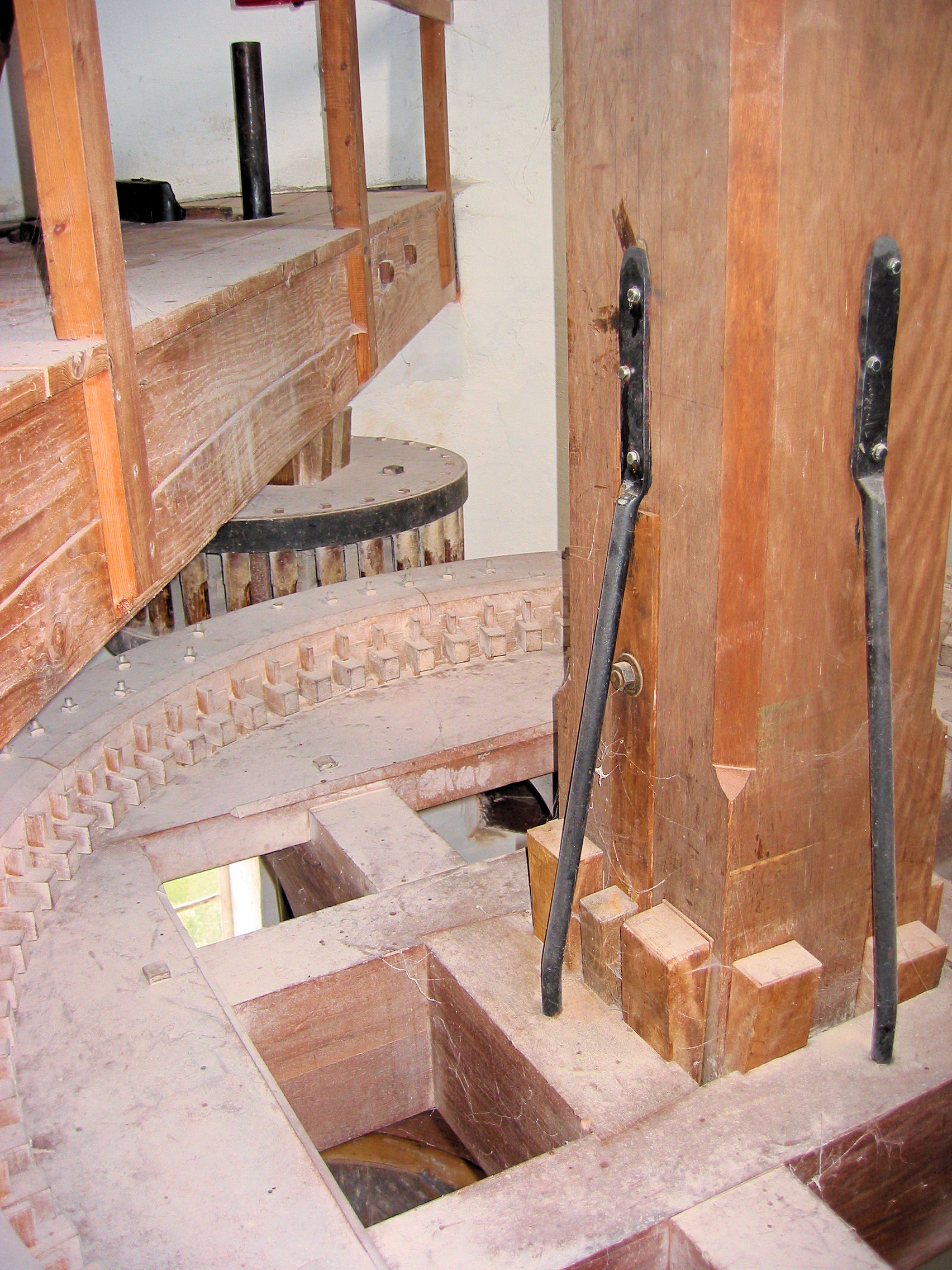
Spoorwiel met steenrondsel
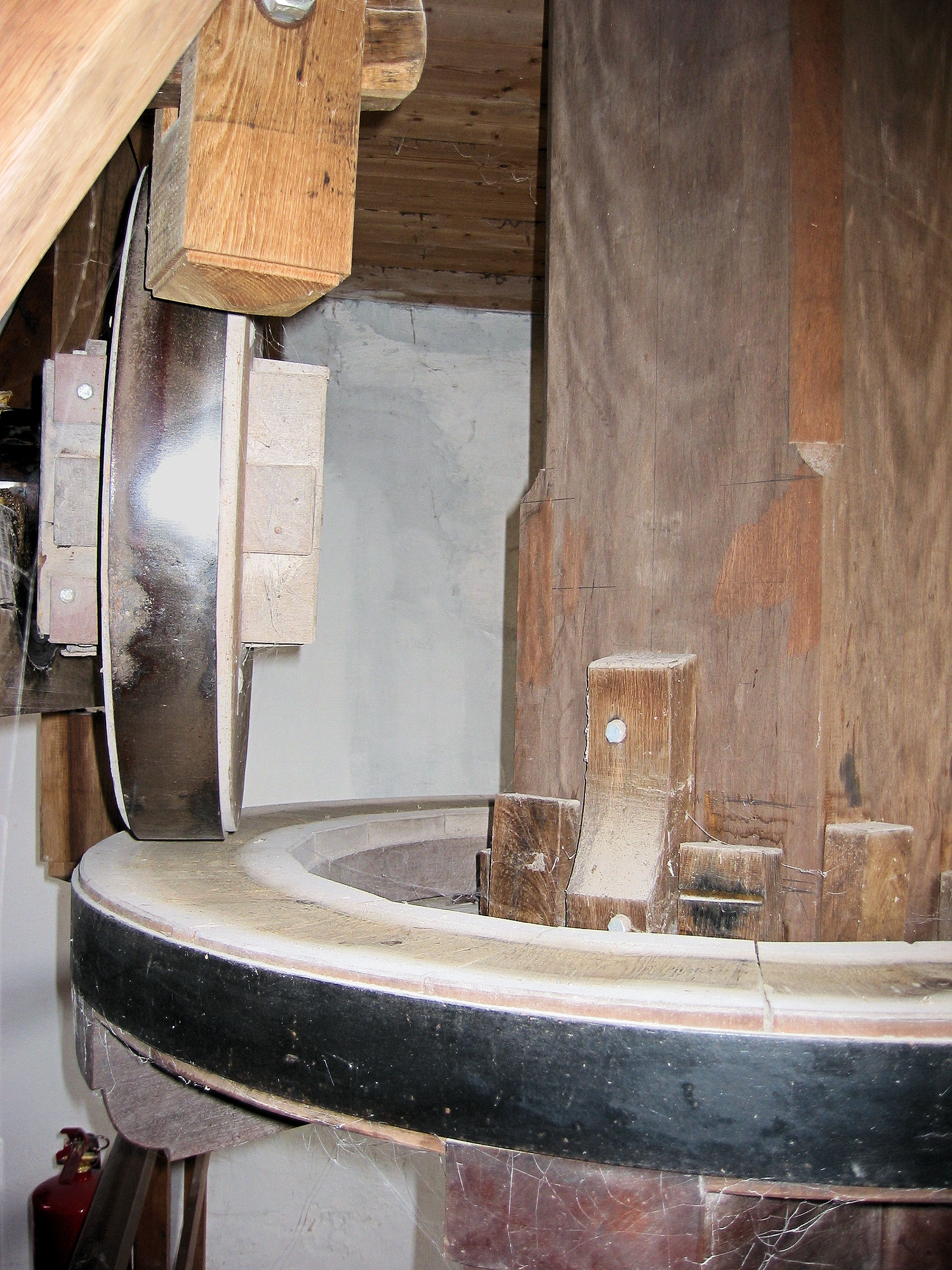
Sleepluiwerk
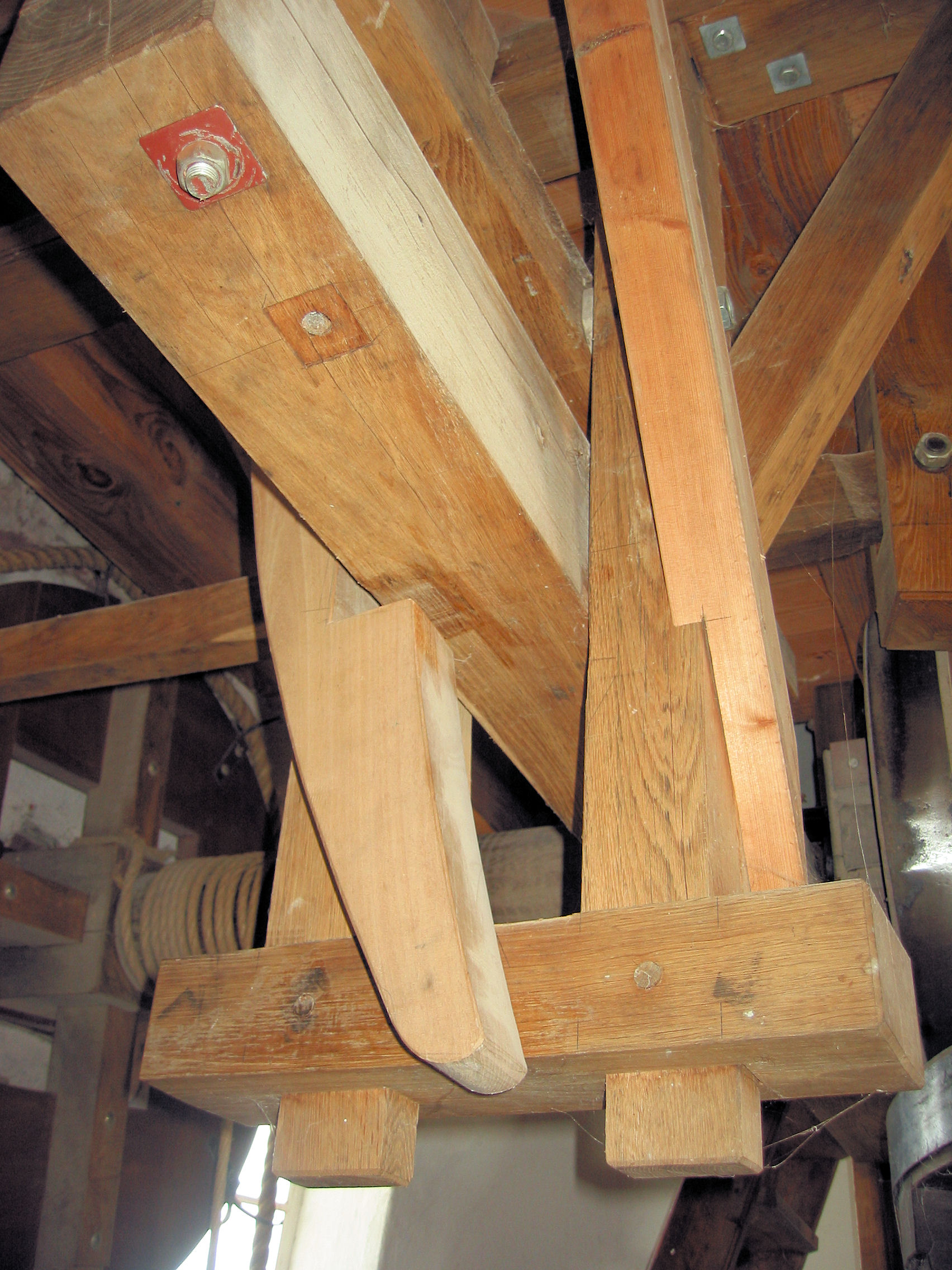
Vangbalk sleepluiwerk
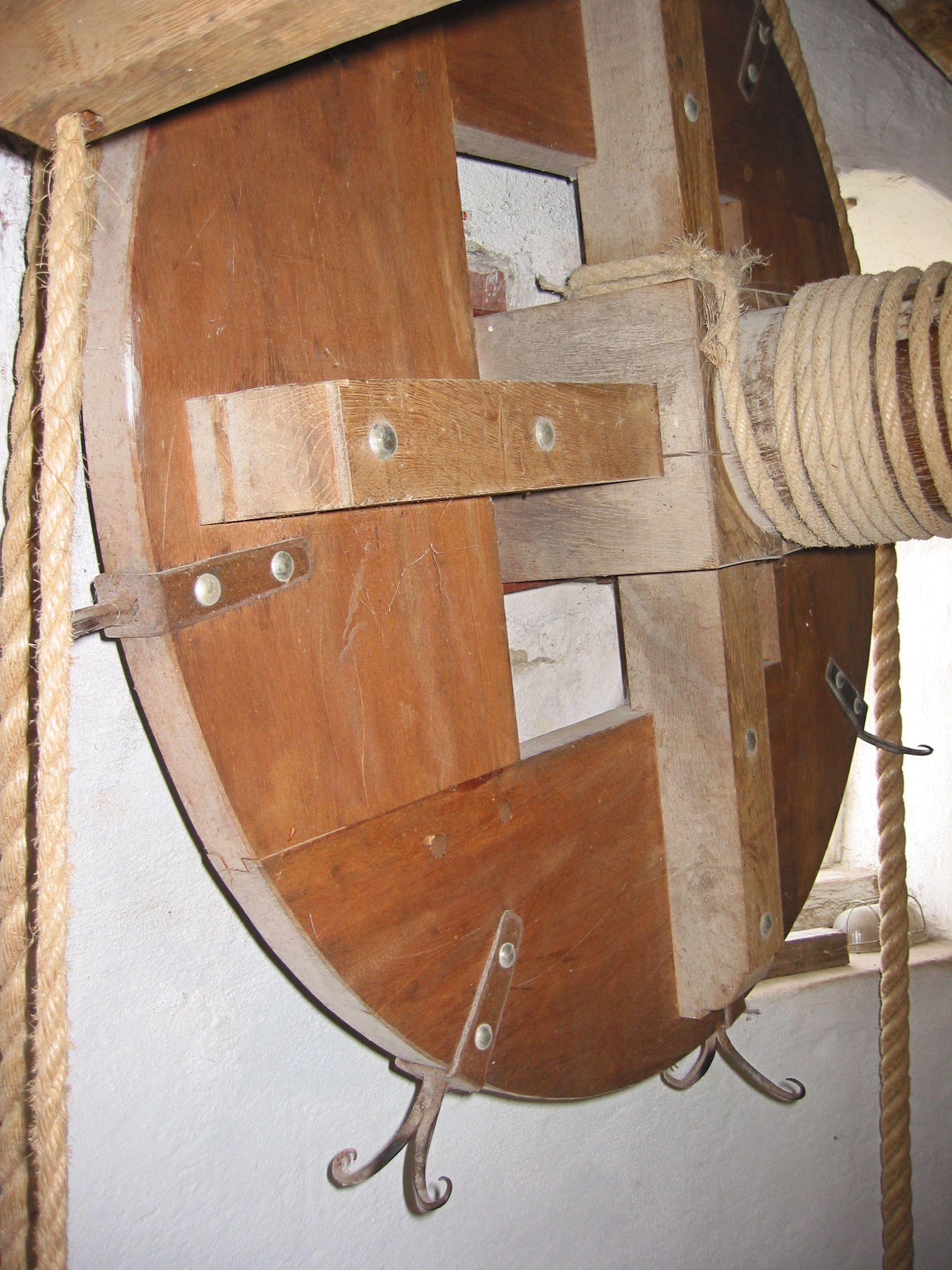
Gaffelwiel van sleepluiwerk
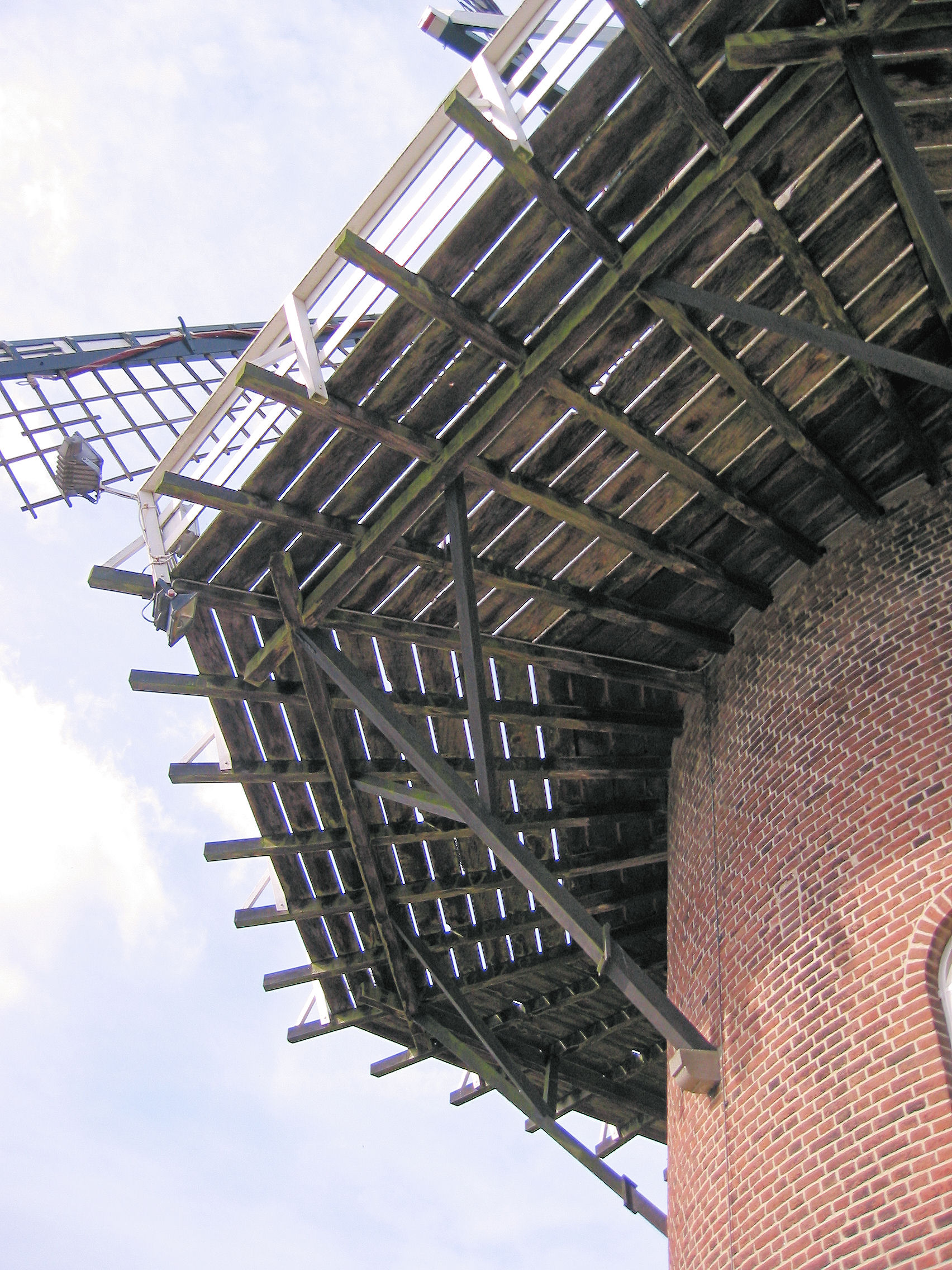
Stelling